# Належна виробнича практика
Належна виробнича практика (НВП, англ. Good manufacturing practice, GMP) — це частина системи забезпечення якості, котра гарантує, що продукція виробляється і контролюється за стандартами якості, згідно з торговельною ліцензією, та відповідає її призначенню. Правила GMP призначено для зниження ризику у використанні будь-якої фармацевтичної продукції, котрий неможливо повністю усунути тестуванням готової продукції. Принципи та правила GMP є обов'язковими для всіх країн — членів ЄС. Настанови з GMP визначають мінімальні норми, яких повинні чітко дотримуватися виробники. Оскільки кожний з елементів забезпечення якості ліків є однаково критичним для системи в цілому.
В Україні Наказом МОЗ від 14 грудня 2001 р. № 506 була затверджена і введена в дію Настанова 42-01-2001 «Лікарські засоби. Належна виробнича практика» (далі — Настанова НВП). Цей документ відповідає зазначеному вище документу ЄС, у якому викладено організаційно-технічні вимоги до виробництва лікарських засобів. Він є обов'язковим до виконання у країнах ЄС. Настанова — кваліфікований переклад відповідного документа ЄС із незначними модифікаціями (наприклад, слова «країни-учасниці» замінено на «Україна», «торгова ліцензія» замінено на «реєстраційне досьє», «стандарти ISO» замінено на «стандарти ДСТУ ISO» тощо). Ухвалення Настанови дало свого часу змогу українським виробникам лікарських засобів мати нормативно-технічний документ, що повністю відповідав GMP ЄС на момент його прийняття. Була розпочата добровільна сертифікація виробництв лікарських засобів на відповідність вимогам НВП.
Також Наказом Мінагрополітики України від 10.11.2017 № 606 затверджено «Правила належної виробничої практики ветеринарних препаратів». Ці Правила встановлюють вимоги до виробництва ветеринарних препаратів, що виготовляються в Україні для продажу на внутрішньому ринку та з метою експорту, а також до ветеринарних препаратів, що імпортуються в Україну. Правила розроблені з урахуванням вимог Закону України «Про ветеринарну медицину» та Директиви Комісії від 23 липня 1991 року щодо принципів і робочих вказівок належної виробничої практики для ветеринарних препаратів (91/412/ЕЕС), що встановлює принципи та правила належної виробничої практики (GMP) лікарських засобів для застосування у ветеринарії.

## Впровадження
У Європейському Союзі перевірки НВП проводяться національними регуляторними органами. Перевірки GMP проводять
- в Канаді — Відділ інспекції продуктів охорони здоров’я та харчових продуктів;
- у Сполученому Королівстві — Агентство з регулювання лікарських засобів і товарів медичного призначення (MHRA);
- у Республіці Корея (Південна Корея) — Міністерство охорони здоров’я — Безпека харчових продуктів і ліків (MFDS);
- в Австралії — Управління терапевтичних товарів (TGA);
- у Бангладеш — Генеральний директорат з управління лікарськими засобами (DGDA);
- у Південній Африці — Рада з контролю за лікарськими засобами ( MCC);
- у Бразилії — Національне агентство з нагляду за охороною здоров’я (ANVISA); 7
- в Індії — державні Управління з контролю за харчовими продуктами та ліками (FDA), підпорядковуючись Центральній організації контролю за стандартами лікарських засобів;
- у Пакистані — Регуляторний орган лікарських засобів Пакистану;
- у Нігерії NAFDAC.

Кожна з інспекцій проводить регулярні перевірки НВП, щоб переконатися, що лікарські засоби виробляються безпечно та правильно. Крім того, багато країн проводять попередні перевірки (PAI) на відповідність GMP перед затвердженням нового препарату для продажу.